# 螺内酯
螺内酯（英語：spironolactone），商品名有安体舒通、Aldactone等，是一种人工合成的醛固酮拮抗剂，属于保钾排钠类利尿药。螺内酯经口服给予，常用于心衰、肝硬化、腎病症候群等併发的积液，也用于高血压、补充钾后仍无改善的低血钾，以及女性多毛症；此外还用作跨性别女性性别肯定激素治疗（GAHT）中的抗雄药物。
螺内酯的常見副作用包括電解質異常（尤其是高血鉀症、噁心、嘔吐、頭痛、皮疹），以及性慾減退。有肝腎問題的人服用螺內酯應當格外小心。螺內酯在孕期的應用沒有經過足夠的研究，故不應用於治療孕婦高血壓。螺內酯是醛固酮及睾酮這兩種激素的一種類固醇受體拮抗劑，同時有某種類孕酮樣效應。螺內酯是一種保鉀利尿藥。
螺内酯于1959年投入使用。“螺内酯”被列于世界卫生组织基本药物标准清单，是基本卫生系统中最重要的药品之一；此药还是一种通用名药物。在发展中国家，此药于2014年的批发价处于每日用量0.02到0.12美元的区间。而在美国每日则约需要0.5美元。